# It Hurts
Singles de Angels & Airwaves
The Adventure
(2006) Do It for Me Now
(2006)
Pistes de We Don't Need to Whisper
The Gift
(7) Good Day
(9)
It Hurts est une chanson du groupe Angels & Airwaves qui apparaît sur l'album We Don't Need to Whisper. Sa version single est sortie le 24 juillet 2006. Cette chanson figure sur le jeu vidéo Rock Band.

## Liste des pistes
| It Hurts | It Hurts             | It Hurts          | It Hurts | It Hurts | It Hurts | It Hurts | It Hurts | It Hurts | It Hurts |
| No       | Titre                | Auteur            | Durée    |          |          |          |          |          |          |
| -------- | -------------------- | ----------------- | -------- | -------- | -------- | -------- | -------- | -------- | -------- |
| 1.       | It Hurts             | Angels & Airwaves | 4:15     |          |          |          |          |          |          |
| 2.       | The Adventure (live) | Angels & Airwaves | 5:12     |          |          |          |          |          |          |
| 9:27     |                      |                   |          |          |          |          |          |          |          |